# Károly Reich
Károly Reich (8. srpna 1922, Balatonszemes – 7. září 1988, Budapešť) byl maďarský malíř, grafik a ilustrátor.

## Život
Reich se narodil v rodině chudého koláře ve vesnici Balatonszemes ležící v župě Somogy na pobřeží Balatonu. Nejprve pracoval v místním obchodním družstvu a pak v jeho pobočce v Budapešti v reklamním oddělení. Později začal studovat na Univerzitě uměleckých řemesel a designu, kde se specializoval na výtvarné umění. Studium dokončil roku 1948 a od roku 1950 působil jako umělec na volné noze.
Inspiraci pro svou torbu našel Reich ve svém dětství u jezera Balaton a také v řecké mytologii. Hlavními rysy jeho prací jsou lehké, čisté linie, jedinečný osobitý styl a použití barev v závislosti na tématu. Známý je především díky svým ilustracím více než tří stovek knih, především dětských. K autorům, jejichž knihy ilustroval, patří například Elek Benedek, Mór Jókai, Ferenc Molnár, Emil Kolozsvári Grandpierre nebo István Fekete.

## Ocenění
- Munkácsyho cena (1954 a 1955),
- Kossuthova cena (1963).